# IC 674
IC 674 ist eine Spiralgalaxie vom Hubble-Typ Sab mit aktivem Galaxienkern im Sternbild Großer Bär am Nordsternhimmel. Sie ist schätzungsweise 336 Millionen Lichtjahre von der Milchstraße entfernt und hat einen Durchmesser von etwa 170.000 Lichtjahren.
Das Objekt wurde am 24. Mai 1892 vom österreichischen Astronomen Rudolf Spitaler entdeckt.